# Notträsk
Notträsk is een dorp binnen de Zweedse gemeente Boden. Het ligt 10 kilometer ten noordoosten van Boden. Rond de eeuwwisseling (1900) had het nog 120 inwoners, meest mijnwerkers. Nu is het gekrompen tot zijn huidige omvang. Not is het Zweeds voor net, in dit geval visnet voor het nabijgelegen Notträsket.

## Verkeer en vervoer
Bij de plaats loopt de Länsväg 356.
Bestuurscentrum: Boden (tätort)
Tätort: Bodträskfors · Gunnarsbyn · Harads · Sävast · Unbyn · Vittjärv
Småort: Åbergstorp · Brännberg · Bredåker · Buddbyn · Degerbäcken · Lakaträsk · Österåker · Överstbyn · Skogså · Sörbyn · Svartbjörnsbyn · Svartlå
Overig: Abramsån · Åkerholmen · Aldernäs · Alträsk · Åskogen · Brobyn · Flarken · Forsnäs · Forsträskhed · Gemträsk · Gransjö · Heden · Hundsjö · Inbyn · Lassbyn · Lombäcken · Mjedsjön · Mockträsk · Nedre Flåsjön · Norra Svartbyn · Norriån · Notträsk · Övre Flåsjön · Råbäcken · Rågraven · Rasmyran · Rödingsträsk · Rörån · Sandträsk · Skogså · Storsand · Svartbäcken · Södra Harads · Valvträsk · Vändträsk · Vibbyn
Wijk Boden: Södra Svartbyn en Trångfors